# Antenfressen
Antenfressen (mundartl.: Antafressn) ist ein Ortsteil der Gemeinde Halsbach im oberbayerischen Landkreis Altötting. 

## Lage
Der Weiler Antenfressen liegt etwa einen Kilometer nordwestlich von Halsbach an der Kreisstraße AÖ 10.

## Geschichte
Der Name des Ortes geht auf das althochdeutsche Wort antfrist zurück. Es bezeichnet einen Deuter und Erklärer. Der Ort gehörte von der Gemeindegründung im Jahre 1818 an zur Gemeinde Oberzeitlarn und kam mit deren Auflösung am 1. Januar 1964 zur Gemeinde Halsbach. 
Östlich des Ortes befindet sich ein denkmalgeschützter Bildstock aus dem ersten Drittel des 19. Jahrhunderts.